# Abutilon menziesii
Abutilon menziesii es una especie en peligro de extinción de arbusto perteneciente a la familia Malvaceae.

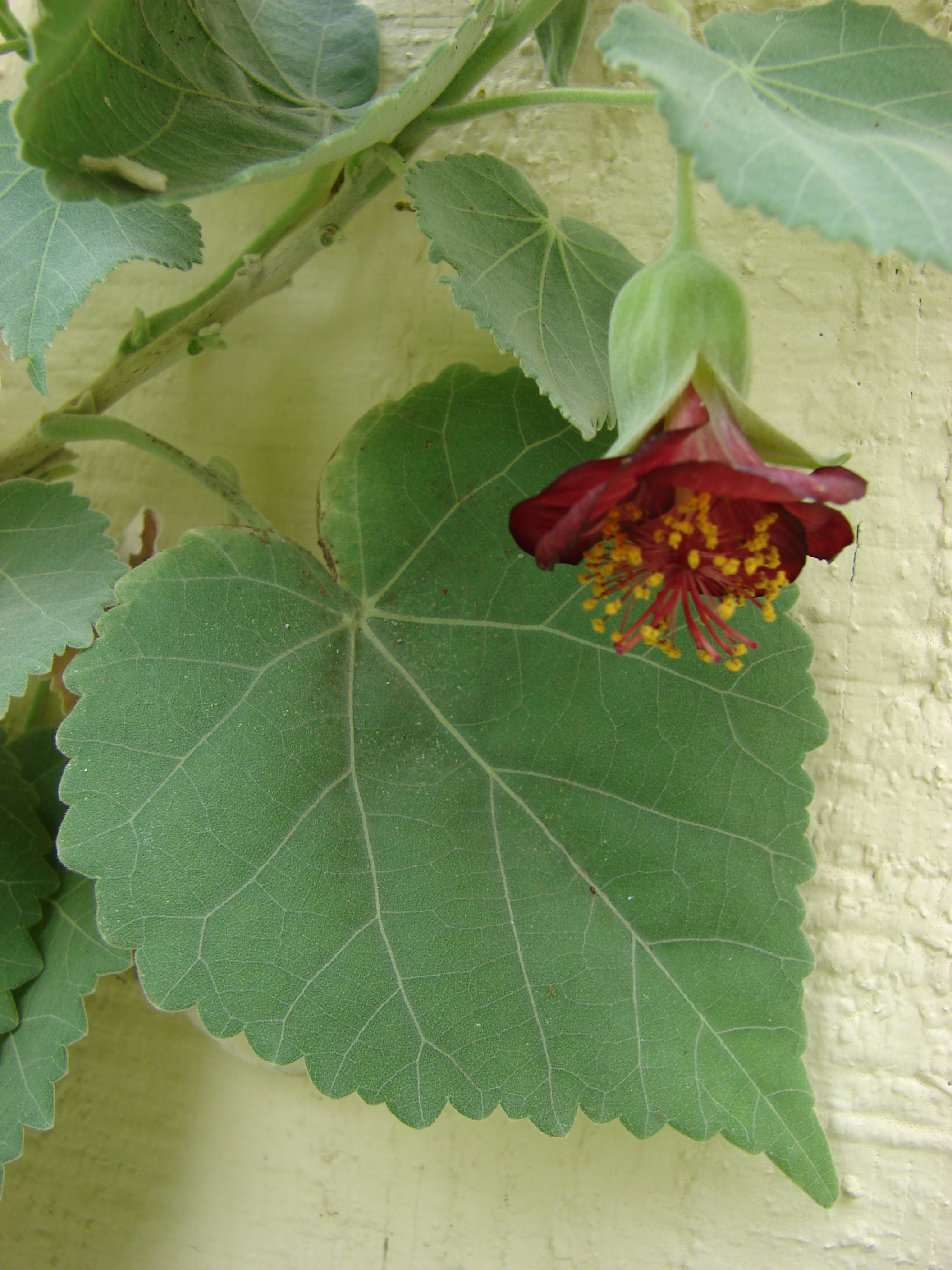
Vista de la planta

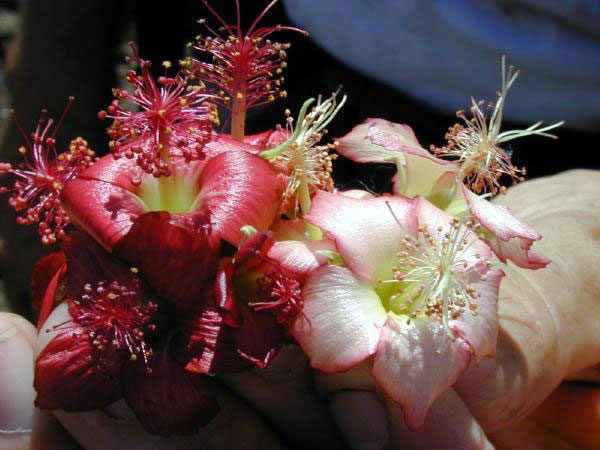
Flor

## Districución y hábitat
Es originaria de los bosques secos y tropicales de la isla de Lānaʻi, Maui, Oʻahu en Hawaiʻi. Está clasificado en peligro en IUCN Red List; sólo alrededor de 500 plantas permanecen en menos de diez poblaciones de origen natural en todas las islas. La rareza de esta planta se puede atribuir a la alteración de su hábitat para el desarrollo agrícola y urbano, el pastoreo excesivo por el ganado y los animales salvajes y la competencia de la invasión de malas hierbas. Un plan de conservación está siendo implementado por las agencias federales y estatales para proteger el hábitat restante, establecer nuevas poblaciones y la conservación de material genético en bancos de semillas y los jardines botánicos .

## Descripción
Es un arbusto que alcanza los 0,2 a 3 m de altura y alrededor de ancho. Las ramas están cubiertas de pelos densos y aparecen aterciopeladas. La hojas tienen forma de corazón, plateadas con bordes dentados y varían desde 2 a 10 cm de longitud. Las hojas tienen tallos largos que les permiten flotar en el viento.
Las flores individuales son de color marrón a rosa con un centro amarillo y la columna estaminal amarilla, cuelgan como campanas de las axilas de las hojas. En las plantas cultivadas, la floración se produce durante todo el año excepto durante los meses más calurosos .

## Taxonomía
Abutilon menziesii fue descrita por Berthold Carl Seemann y publicado en Flora Vitiensis 15. 1865.
Etimología
Abutilon: nombre genérico que podría derivar del árabe abu tilun,  nombre de la "malva índica".
menziesii: epíteto otorgado en honor del botánico Archibald Menzies (1754-1842),